# Верхня Убить
Верхня Уби́ть (рос. Верхняя Убыть) — присілок в Глазовському районі Удмуртії, Росія.

## Населення
Населення — 43 особи (2010; 31 в 2002).
Національний склад станом на 2002 рік:
- удмурти — 48 %
- росіяни — 39 %

## Урбаноніми[3]
- вулиці — Верх-Убитська